# Bazari
Bazari är namnet på Irans traditionella köpmannaklass, bestående av köpmän och arbetare i basarerna, de traditionella marknadsplatserna i Iran. Bazari har beskrivits som "den klass av människor som hjälpte till att göra 1979 års iranska revolution möjlig".
En bredare och nyare definition omfattar traditionella köpmän även i andra länder än Iran, "en social klass ... på platser där samhället är mitt i en krävande modernisering, där basaren är i något skede av övergången mellan den värld som beskrivs i Tusen och en natt" och det nutida moderna samhället. Ett exempel är traditionella köpmän (även muslimer) som stöder Muslimska brödraskapet i Egypten. Det har dock visat sig att handlarna i många länder i Mellanöstern huvudsakligen är icke-muslimer och att de saknar det politiska inflytande som bazari har i Iran.
Bazaris omfattar både rika köpmän och arbetare med lägre inkomster och kan därför inte beskrivas som en enhetlig klass i socioekonomiska termer. De förenas inte i sin relation till produktionsmedlen utan i sitt motstånd mot västliga kulturella och ekonomiska influenser samt sina nära band till ulaman.
Köpmännen i bazari-klassen har i allians med delar av prästerskapet i ulaman, spelat en viktig roll i modern iransk historia. Alliansen var "central"  i den framgångsrika tobaksprotesten mot en koncession som gav brittiska intressen monopol på tobakshandeln 1891-1892, i den persiska konstitutionella revolutionen 1905-1911, och inte minst i störtandet av shahen av Iran under den islamiska revolutionen 1979.Bazari gav stöd till "offrens familjer" när upprorsmän skadades och dödades under oroligheterna 1978 och gav ekonomiskt stöd till de strejker som började bland studenter och lärare i maj 1978 och som under hösten 1978 spridit sig till arbetare och tjänstemän.